# Rainham Hall

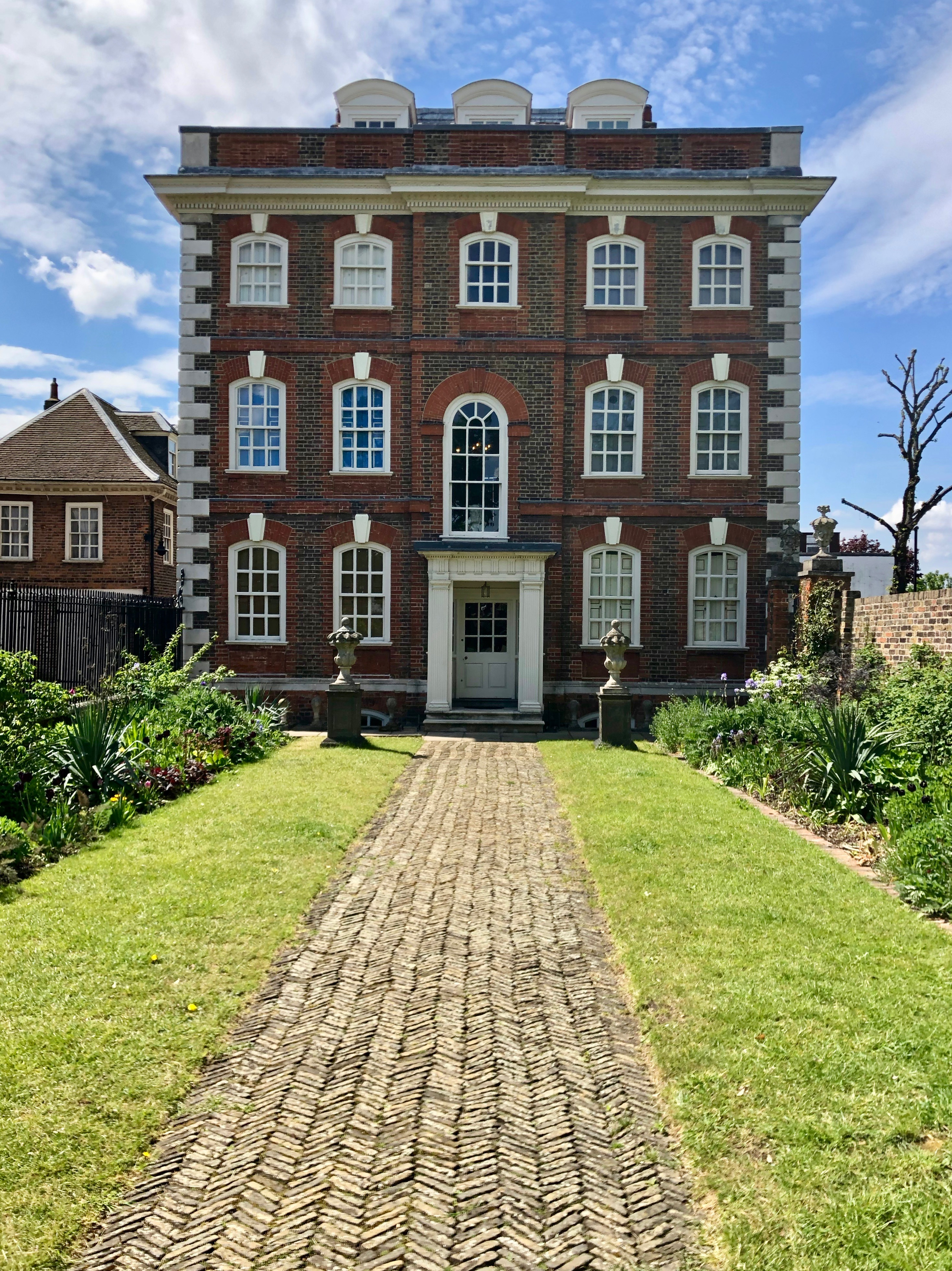
Traseiras da casa

Rainham Hall é uma casa classificada de Grau II*, georgiana, propriedade do National Trust, localizada em Rainham, no Bairro de Havering, em Londres. Construída em 1729 para o Capitão John Harle, a casa foi transferida para o National Trust em 1949. Arrendada a uma sucessão de inquilinos privados, permaneceu fechada ao público até ao final de 2015. Recentemente, apareceu como local na produção da BBC de 2019 de A Christmas Carol.

## Edifícios
Rainham Hall é uma casa de três andares em tijolo castanho e vermelho, adjacente à igreja de Santa Helena e São Giles, no centro de Rainham, no Bairro de Havering. É um exemplo de uma casa doméstica holandesa no estilo Rainha Ana. Muitas das características originais da casa permanecem, incluindo frescos trompe-l'œil nas paredes e azulejos de Delft nas lareiras. No exterior, na frente da casa, encontram-se grades de ferro forjado classificadas como Grau II*, com as iniciais entrelaçadas de Harle e da sua esposa Mary. São descritas como estando entre as melhores de Londres daquela época; um guia publicado pelo Bairro de Havering sugere que podem ter sido criadas por Jean Tijou, um famoso ferreiro que produziu o trabalho em ferro para o Palácio de Hampton Court.
Juntamente com o edifício principal, os terrenos contêm uma cocheira/estábulo e uma casa de caseiro, todos os quais receberam o estatuto de edifícios classificados de Grau II* em janeiro de 1955. Algumas das paredes do jardim e "vasos de jardim de pedra de data contemporânea" também foram classificados na mesma altura. O jardim de dois acres apresenta um pomar de 30 árvores recentemente replantado, um dos maiores de Londres. Harle usava a cocheira e o salão como o centro principal das suas atividades comerciais. A proximidade dos edifícios comerciais e domésticos é descrita pelo National Trust como "significativa porque parece ser uma rara sobrevivência de uma prática que outrora foi generalizada".
Rainham Hall foi recomendado para uma elevação ao estatuto de edifício classificado de Grau I. Um Estudo de Âmbito do Património de 2011 observou que o edifício principal deveria ser revisto, afirmando que "é um dos melhores e mais bem preservados exemplos em Inglaterra de uma casa de mercador de média dimensão do início da época georgiana", com o National Trust a receber crédito pelo seu trabalho na manutenção da propriedade. Continua afirmando que o "nível excecional da significância deste marco" deveria justificar uma revisão do estatuto de classificação.

## História

### A família Harle
John Harle, nascido em 1688, era um capitão de marinha mercante e comerciante de South Shields. Em 1718, casou-se com Mary Tibbington, uma viúva de Stepney, enquanto vivia nas proximidades de Wapping. Dez anos depois, após transferir a responsabilidade pelas expedições marítimas para um primo, comprou a propriedade de Rainham, incluindo o cais. Investiu dinheiro na dragagem do Rio Ingrebourne, proporcionando assim às embarcações comerciais uma rota até Rainham a partir do Tâmisa. Mandou construir Rainham Hall em 1729, utilizando materiais de alta qualidade como uma montra para os produtos de construção que vendia. Harle é reconhecido como tendo sido significativo no desenvolvimento da aldeia de Rainham ao longo do século XVIII. Mary morreu em 1739, e John, sem herdeiros, casou-se pouco depois com uma viúva de Rainham chamada Sarah Gregory. Morreu em 1742, deixando a casa para Sarah e o seu filho John, de dois anos. Sarah morreu em 1749, deixando o seu filho John aos cuidados da sua irmã Jane, que vivia em Rainham Hall. Com a morte de Jane dois anos depois, John mudou-se para Londres para ficar com um tio, e o conteúdo da casa foi posto em leilão.
A propriedade foi gerida por um administrador fiduciário, William Dearsley, durante a infância de John Harle Júnior. Em 1763, John casou-se com Sarah, filha de Dearsley, e converteu-se ao Metodismo, convidando o notável pregador John Valton de Purfleet para falar em Rainham Hall em 1767. Após a morte de John Júnior em 1770, Sarah casou-se com Jarvis Chambers e mudou-se para Hackney. A propriedade acabou por passar para um parente distante de Jarvis Chambers, mas nenhum dos Chambers alguma vez residiu em Rainham. Dois irmãos que tinham vivido em Rainham como inquilinos, Edward e Octavius Daldy, compraram a propriedade em 1887 e, entretanto, sublocaram o salão enquanto geriam o negócio do cais.

### Venda e renovação

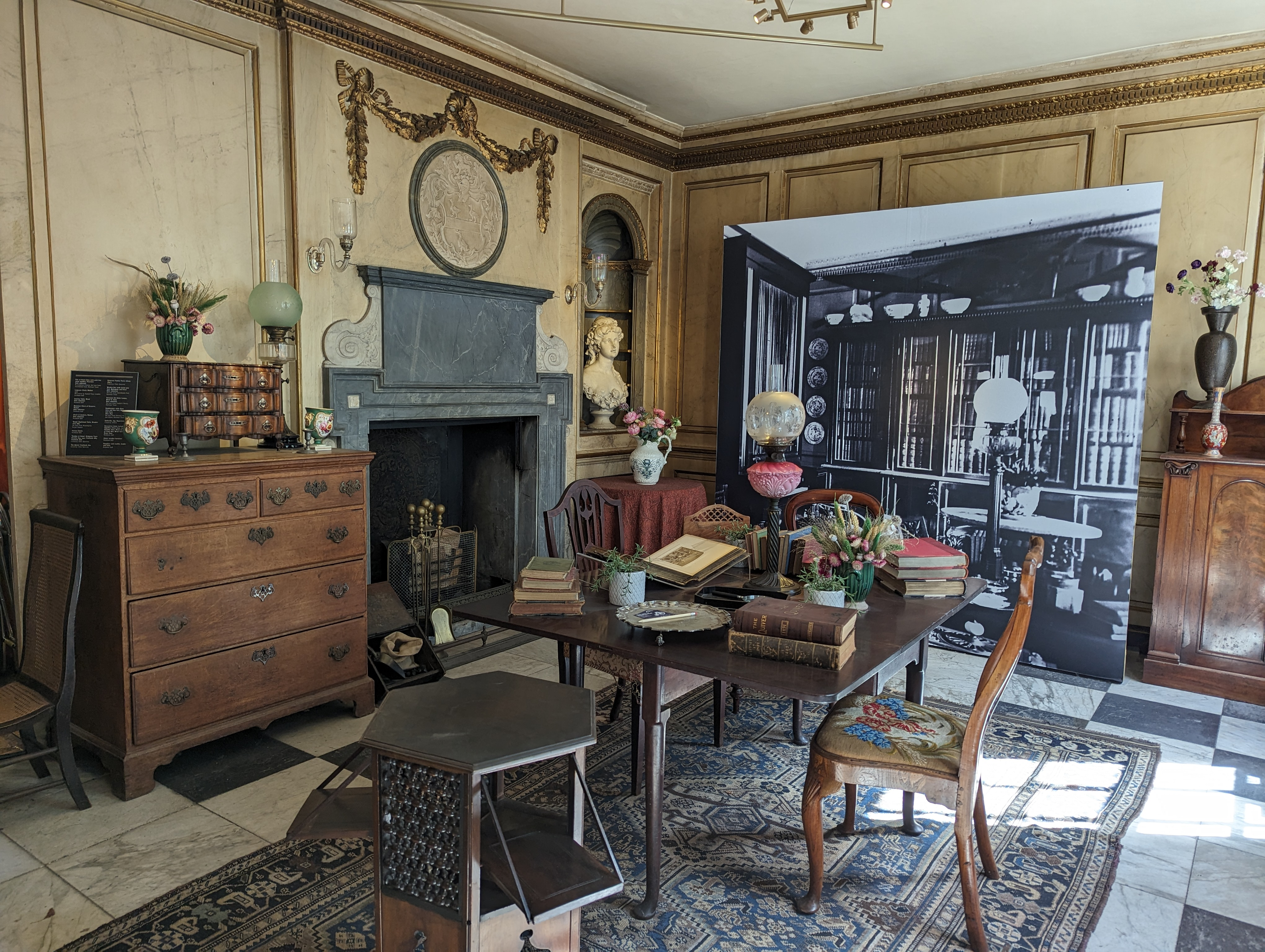
O hall de entrada.

Em 1874, o Reverendo Nicholas Brady mudou-se para Rainham Hall como inquilino dos Daldy Brady era um naturalista, além de ser o reitor da vizinha Igreja de Wennington, que restaurou na década de 1880. Brady comprou Rainham Hall em 1900 e, à sua morte onze anos depois, deixou-a à sua esposa. Após a morte desta, passou para as suas sobrinhas e sobrinhos.
Foi comprada em 1917 pelo Coronel Herbert Hall Mulliner como cenário para parte das suas notáveis coleções de mobiliário inglês e cerâmica inglesa. Envolveu-se em recuperação arquitetónica e adicionou várias características do século XVIII a Rainham Hall, incluindo, possivelmente, as lareiras. Também adicionou o brasão dos Harle sobre a lareira do hall de entrada, copiando-o do túmulo dos Harle. Apesar de todos estes esforços, Mulliner nunca residiu efetivamente em Rainham e morreu em Londres em 1924. A casa foi então comprada pelo seu advogado, William Murray Sturges. Sturges ampliou o espaço habitacional para cima, criando quartos no sótão para acomodar a sua família de 6 filhos. Após a sua morte em 1945, a casa foi oferecida ao National Trust em vez de impostos sobre heranças, mas o acordo só foi finalizado em 1949.

### O infantário e os inquilinos privados

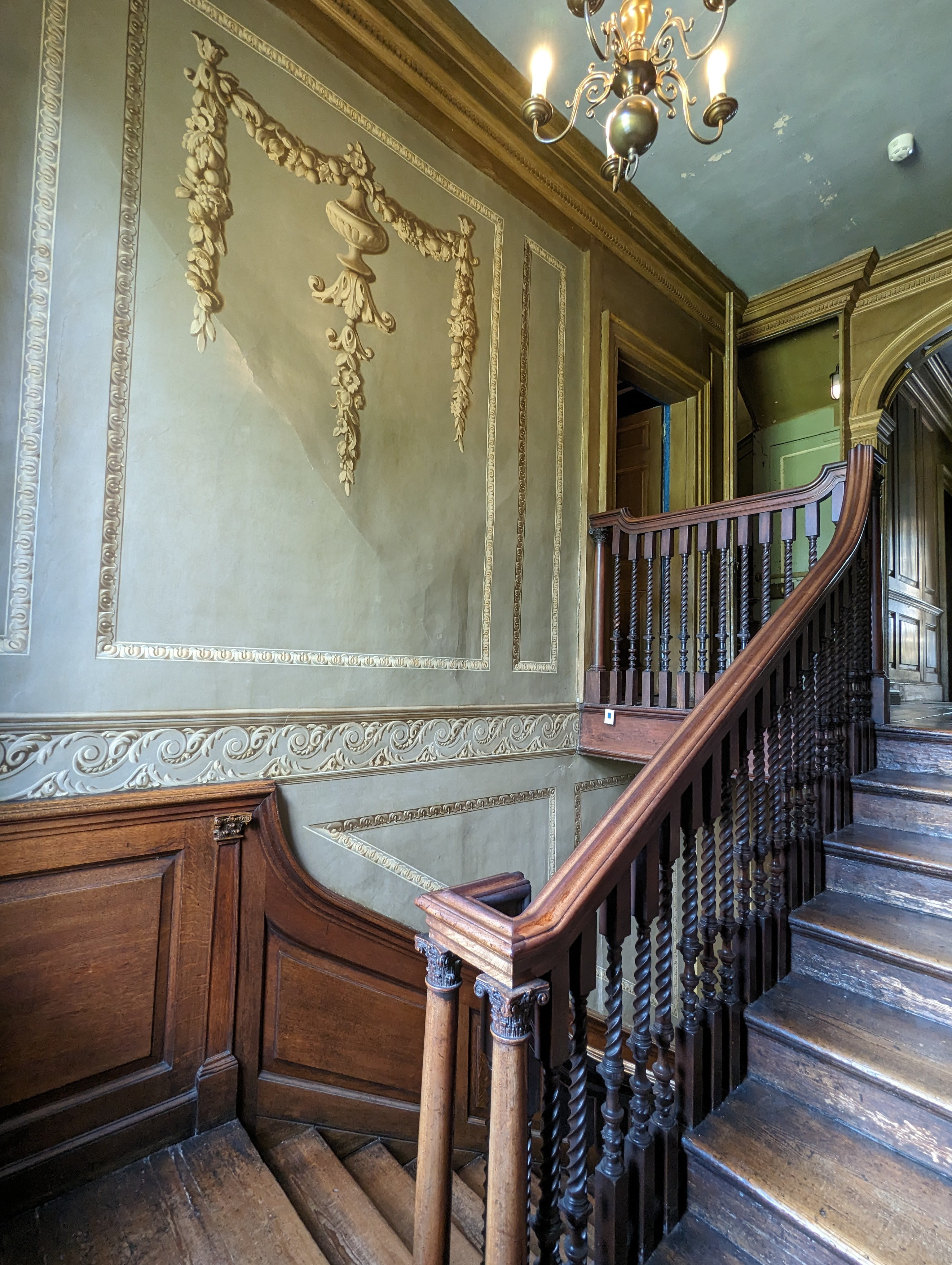
A escadaria.

Durante a Segunda Guerra Mundial, Rainham Hall foi requisitada para uso como infantário pelo Conselho do Condado de Essex. Continuou a servir esse propósito até 1954, permitindo que as mães trabalhassem fora de casa. Apesar de ser usada como infantário, a casa foi anunciada como uma casa de campo aberta a visitas turísticas "mediante pedido à diretora" no início da década de 1950. Uma vez expirado o contrato de arrendamento do Conselho do Condado de Essex, a casa foi arrendada pelo National Trust a Walter Ison, um historiador de arquitetura, e à sua esposa Leonora Payne, uma artista especializada em ilustração arquitetónica. Usaram-na como residência privada até 1962, mas proporcionaram visitas públicas numa base semanal limitada.
O inquilino seguinte em Rainham foi o fotógrafo Anthony Denney. Apesar do seu interesse profissional pelo design moderno, acumulou uma coleção de mobiliário do século XVIII. Também investiu em renovações, como pintura e painéis. Após a partida de Denney em 1969, o salão foi arrendado a uma sucessão de músicos e artistas, como Paul Silverthorne e David Atack.

### O National Trust
O National Trust tomou a decisão em 2010 de terminar os seus acordos de arrendamento e remodelar a casa como uma comodidade para a aldeia de Rainham, como parte da estratégia do Trust para aumentar o investimento no "ambiente construído não aristocrático". O bloco das cavalariças foi convertido para criar um café, uma livraria e uma área de exposições. A casa foi modernizada para os padrões de segurança atuais, bem como a restauração de vários elementos da decoração histórica para refletir a história complexa. Em 2013, uma equipa de arqueólogos realizou uma escavação nos jardins, encontrando artefactos de cerâmica, vidro e latão, além de descobrir uma bordadura de plantação invulgar construída com ossos de animais.
A casa abriu aos visitantes em outubro de 2015, mostrando os elementos decorativos aplicados pelos inquilinos ao longo dos anos e os objetos encontrados sob as tábuas do soalho como forma de ilustrar a sua história. Em 2019, Rainham Hall foi usada como local de filmagem para a adaptação da BBC de A Christmas Carol, com o interior e o exterior a serem usados para criar a casa de Ebeneezer Scrooge. Nesse mesmo ano, realizou-se na casa uma exposição sobre a carreira de Anthony Denney, mostrando o seu trabalho tanto em design de interiores como em fotografia. A casa contém agora uma série de quatro exposições que refletem sobre os seus proprietários e história, incluindo Nicholas Brady, o infantário, Anthony Denney e John Harle.